# 大和化学工業 (大阪市大正区の企業)
大和化学工業株式会社（だいわかがくこうぎょう、英称：Daiwa Chemical Industry Co., Ltd.）は、本社が大阪市大正区にある環境保全機器メーカーである。
主力製品の減圧脱水乾燥装置、溶剤回収装置（VOC処理装置、活性炭再生センター、地域循環型VOC処理システム）、IPA再生装置などを日本国内、そして中国、タイをはじめとするアジア諸国にて展開している。この取り組みは、2010年11月14日に放送されたNHKスペシャル「灼熱アジア　第４回　日韓中　緑色戦争」に取り上げられていた。代表取締役の土井潤一は、日本産業洗浄協議会の副会長を務めていた。

## 概要
1982年設立。元はドライクリーニング機メーカー向けのドライクリーニング用溶剤を供給する会社で、後にドライクリーニング機の開発や製造を手掛けるようになり、H-IIAロケットのロケットエンジンの洗浄システムにも採用された。
その後は環境保全機器メーカーに転換。2001年には処理が難しい高濃度の排水や廃液用の減圧脱水乾燥装置である「TAKE-減」シリーズを開発した。
タイや中国にも事業展開しており、中国では2012年に揮発性有機化合物（VOC）の測定を行う合弁会社を設立している。

## 沿革
- 1961年 - 竹田製作所　創業
- 1982年 - 株式会社として法人化、資本金1000万円
- 1988年 - 「溶剤回収装置”TAKE”」発売
- 1991年 - 「密閉洗浄装置」発売
- 1993年 - 「深冷式溶剤削減補助装置」発売
- 1994年 - 「低消費型洗浄装置」発売
- 1995年 - 「減圧蒸留再生装置”TAKE-J”」発売
- 1996年 - 「冷蔵庫断熱材発泡ガス回収装置」発売（家電リサイクル工場用）
- 2000年 - 「クリーニング機用　減圧蒸留再生装置」発売
- 2001年 - 「減圧脱水乾燥装置”TAKE-減”」発売
- 2007年 - 「高真空減圧蒸留再生装置」発売
- 2009年 - 海外への事業展開に着手
- 2010年 - 香港に　大和国際貿易（香港）有限公司 設立
- 2011年 - 中華人民共和国に　深圳大井和環保科技有限公司　設立
- 2011年 - ISO9001:2008 取得
- 2011年 - タイに　SIAM DAIWA INTERNATIONAL CO., LTD. 設立
- 2012年 - タイに　THAI DAIWA CO., LTD. 設立
- 2012年 - 中華人民共和国に　佛山和源活性炭再生科技有限公司 設立
- 2013年 - 業務拡大に伴い資本金を2760万円に増資
- 2015年 - 日本経済産業省より「がんばる中小企業300社」受賞
- 2016年 - 大阪府より「大阪の元気！ものづくり企業」受賞
- 2017年 - 破産手続開始[5]

## グループ企業
- 大和国際貿易（香港）有限公司
- 深圳大井和環保科技有限公司
- SIAM DAIWA INTERNATIONAL CO., LTD.
- THAI DAIWA CO., LTD.
- 佛山和源活性炭再生科技有限公司